# Шампорше
Шампорше́ (фр. Champorcher) — коммуна в Италии, располагается в автономном регионе Валле-д’Аоста.
Население составляет 412 человека (2008 г.), плотность населения составляет 6 чел./км². Занимает площадь 68 км². Почтовый индекс — 11020. Телефонный код — 0125.
Покровителем коммуны почитается святитель Николай Мирликийский, чудотворец, празднование 6 декабря.

## Демография
Динамика населения:

## Галерея

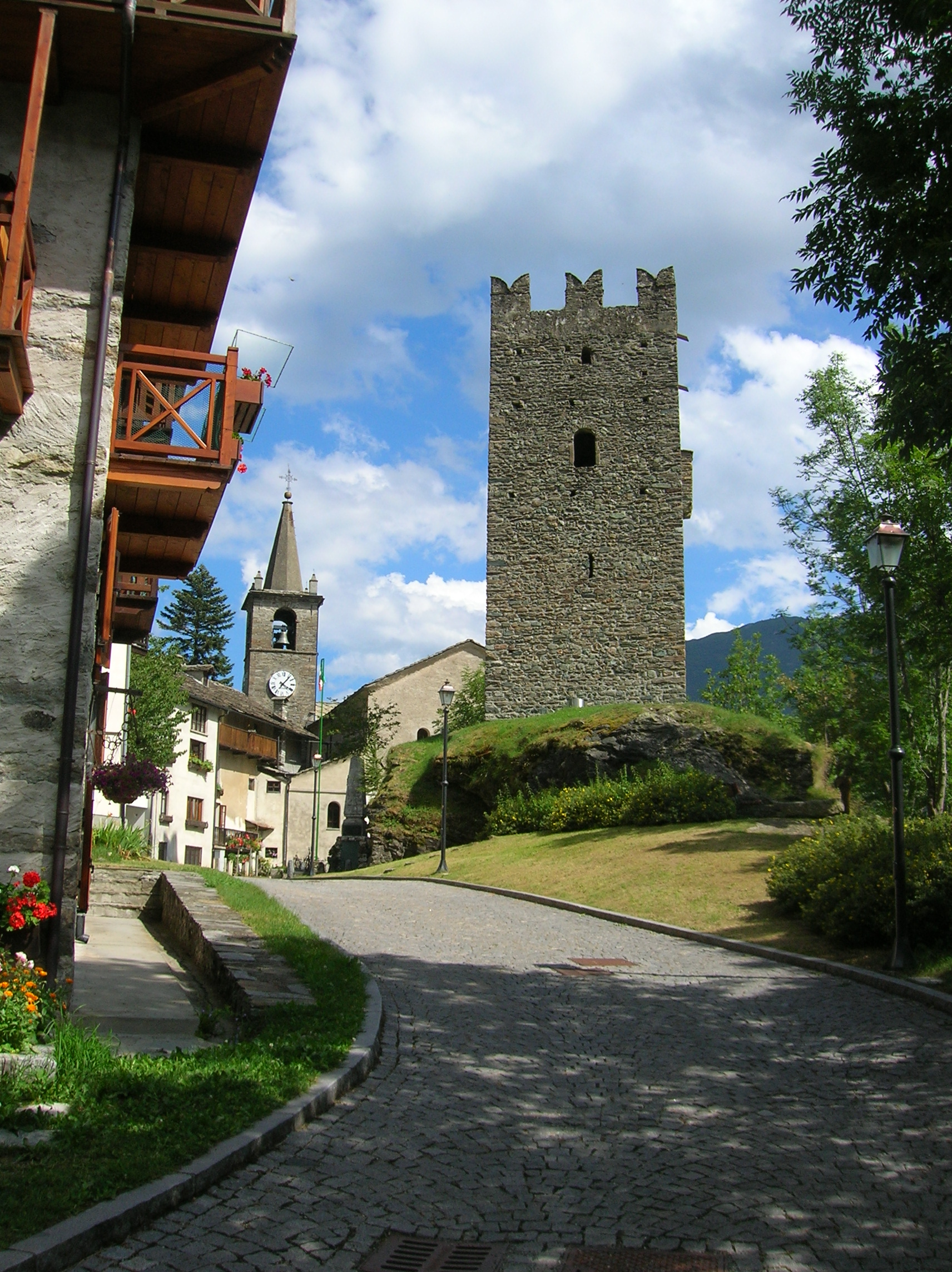
Замок Шампорше
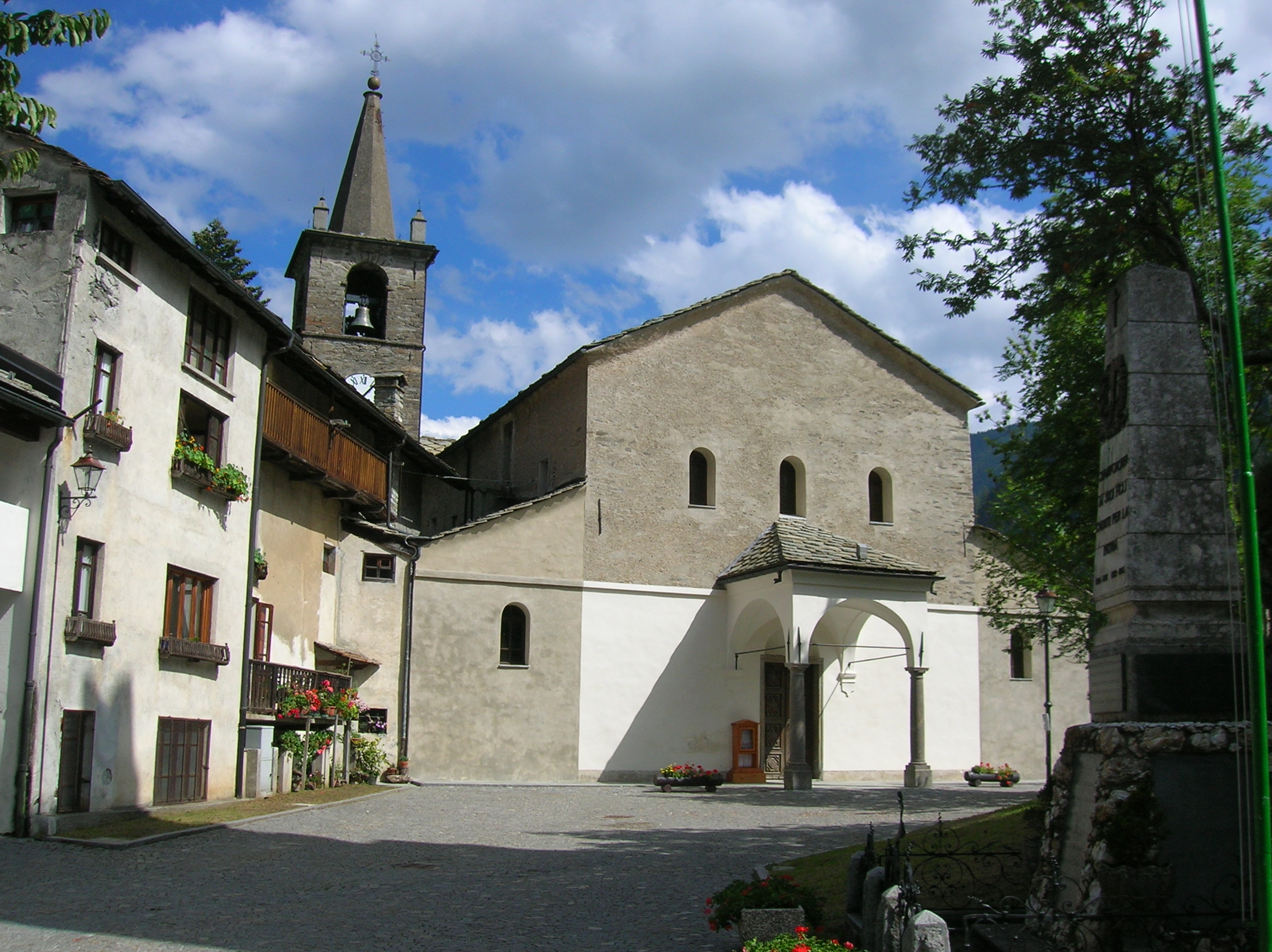
Приходской храм святителя Николая
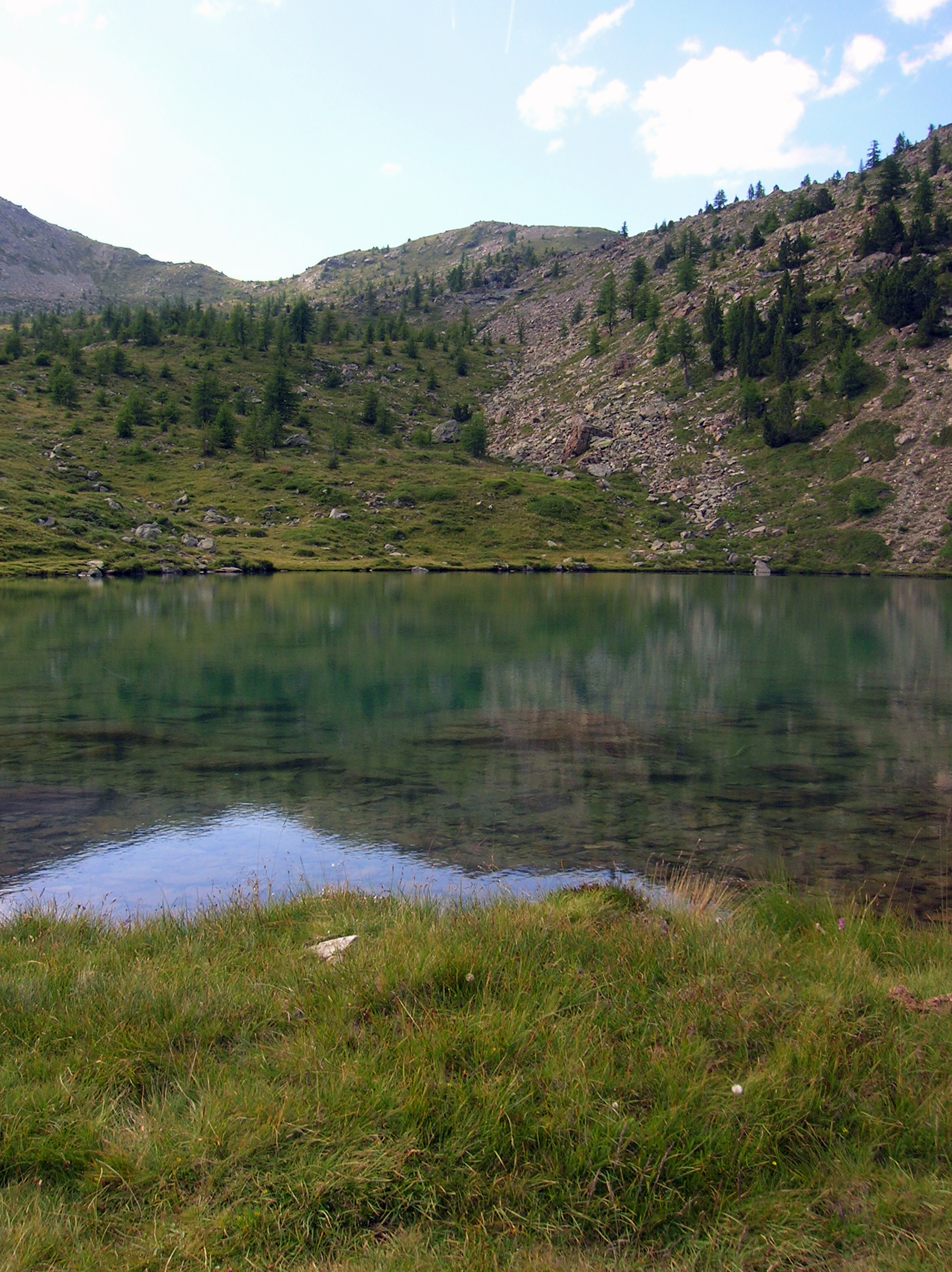
Озеро Мюффэ (фр. Muffé)
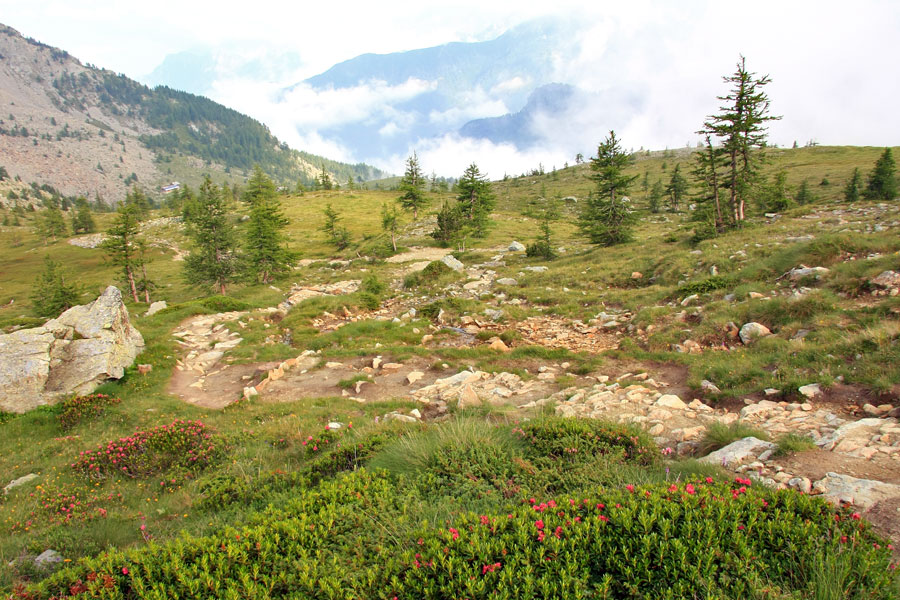
Природный парк Монт-Авик (Mont-Avic)
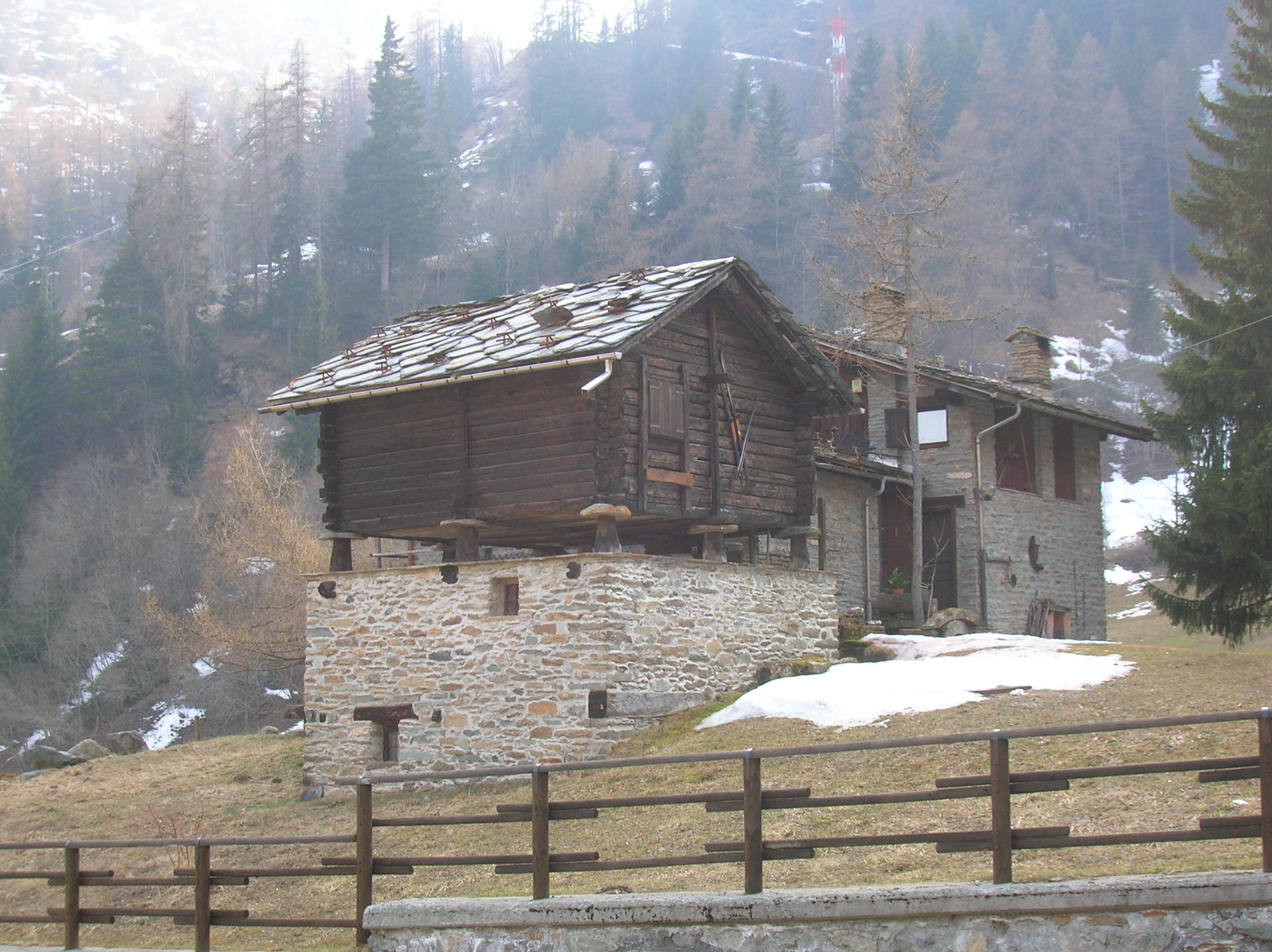
Раскар (амбар) в деревне Шардоне́ (фр. Chardonney)
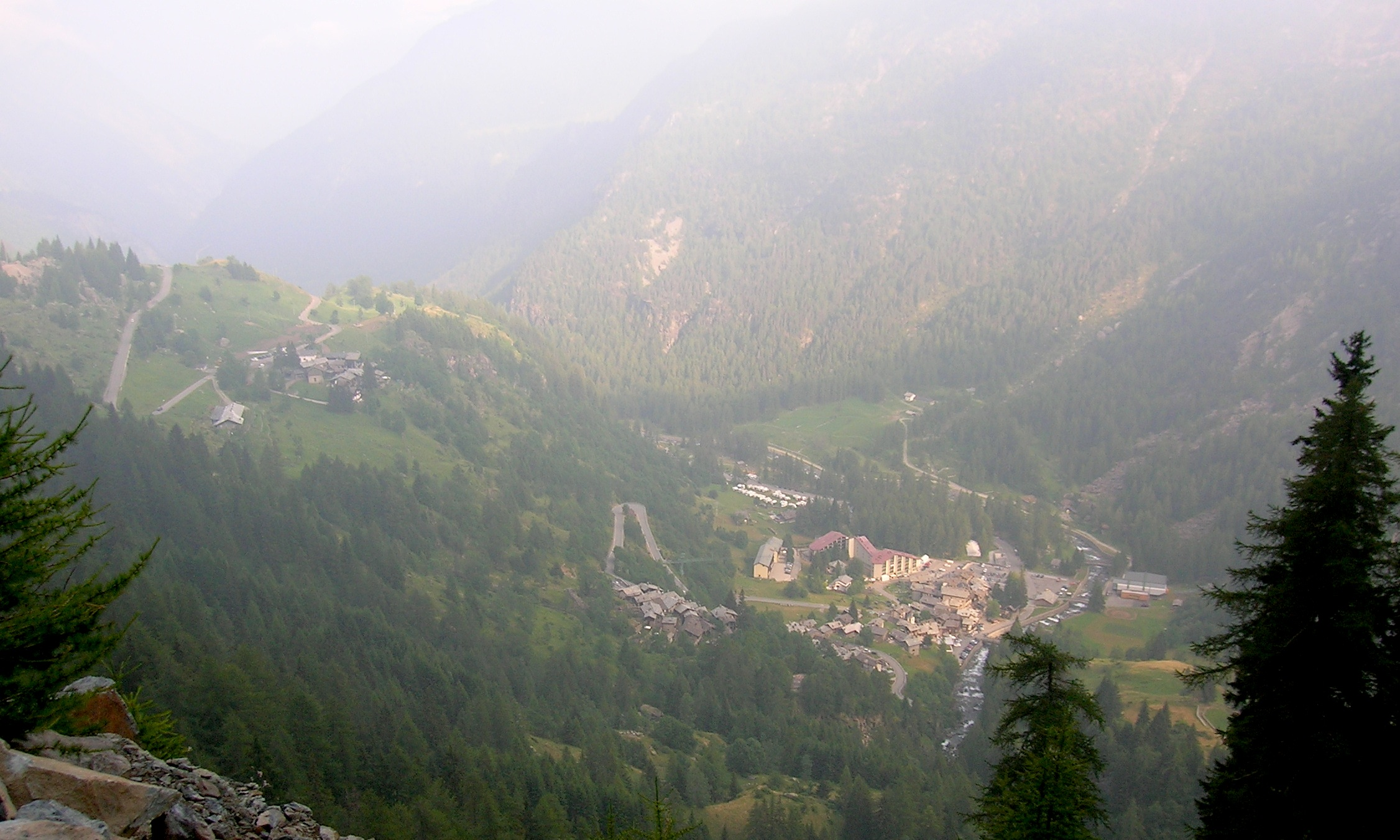
Шардоне́ пoд дождём